# Vetenskapsåret 1728

## Händelser
- Tandställningar uppfinns.

### Astronomi
- Okänt datum - James Bradley använder astronomisk aberration för att beräkna ljushastigheten till ungefär 301 000 km/s. [1]
- Okänt datum - James Bradley observerar jordaxelns nutation.[1]

## Födda
- 13 februari - John Hunter (död 1793), skotsk kirurg.
- 16 april - Joseph Black (död 1799), skotsk fysiker och kemist.
- 3 september - Matthew Boulton (död 1809), engelsk ingenjör.
- 27 oktober - James Cook (död 1779), engelsk upptäcktsresande.
- Johann Heinrich Lambert (död 1777), tysk matematiker och astronom.
- Fredrik Mallet (död 1797), svensk matematiker och astronom.

## Avlidna
- 22 augusti – Johann Georg Gmelin den äldre, tysk kemist.
- Okänt datum – Magnús Arason, isländsk matematiker och kartograf, den förste som utförde noggranna landmätningar på Island.

### Fotnoter
1. 1 2  Delambre, J. B. (1827). Histoire de l'astronomie au dix-huitième siècle. Paris: Bachelier